# Aéroport de Taitung
L'aéroport de Taitung (chinois traditionnel : 臺東機場 ; pinyin : Táidōng Jīchǎng) (code IATA : TTT • code OACI : RCFN) est l'aéroport de la ville de Taitung, dans le comté de Taitung, Taïwan. Il est ouvert de 7h du matin à 6h du soir.

## Histoire
L'aéroport a été officiellement ouvert le 1er juillet 1981.

## Situation
| \| 20 km1:1 721 000 \| Taipei-Taoyuan Taipei Songshan Kaohsiung Taichung Tainan Hualien Chiayi Lutao Hengchun Kinmen Magong Beigan Nangan Lanyu · île des Orchidées Pingtung Tchimeï Taitung Wangan |
| 20 km1:1 721 000 |

## Compagnies aériennes et destinations
| Compagnies        | Destinations                                 |
| ----------------- | -------------------------------------------- |
| Daily Air         | Green Island, Lanyu-île des Orchidées        |
| Mandarin Airlines | Taïpei-Songshan Seasonal charter : Hong Kong |
| Uni Air           | Taïpei-Songshan                              |

## Statistiques
Pour des raisons techniques, il est temporairement impossible d'afficher le graphique qui aurait dû être présenté ici.

Voir la requête brute et les sources sur Wikidata.

## Galerie

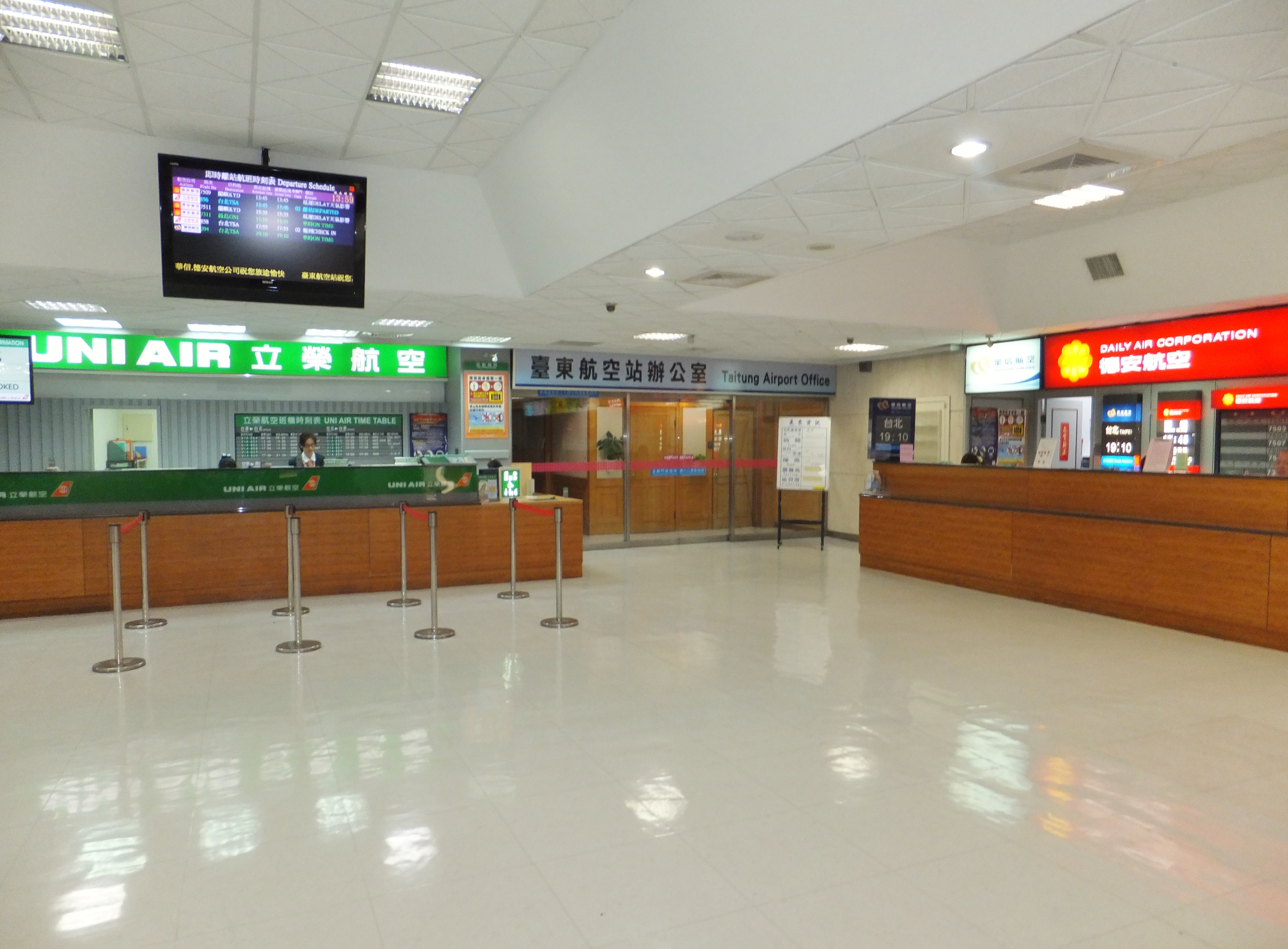
Taitung Airport terminal
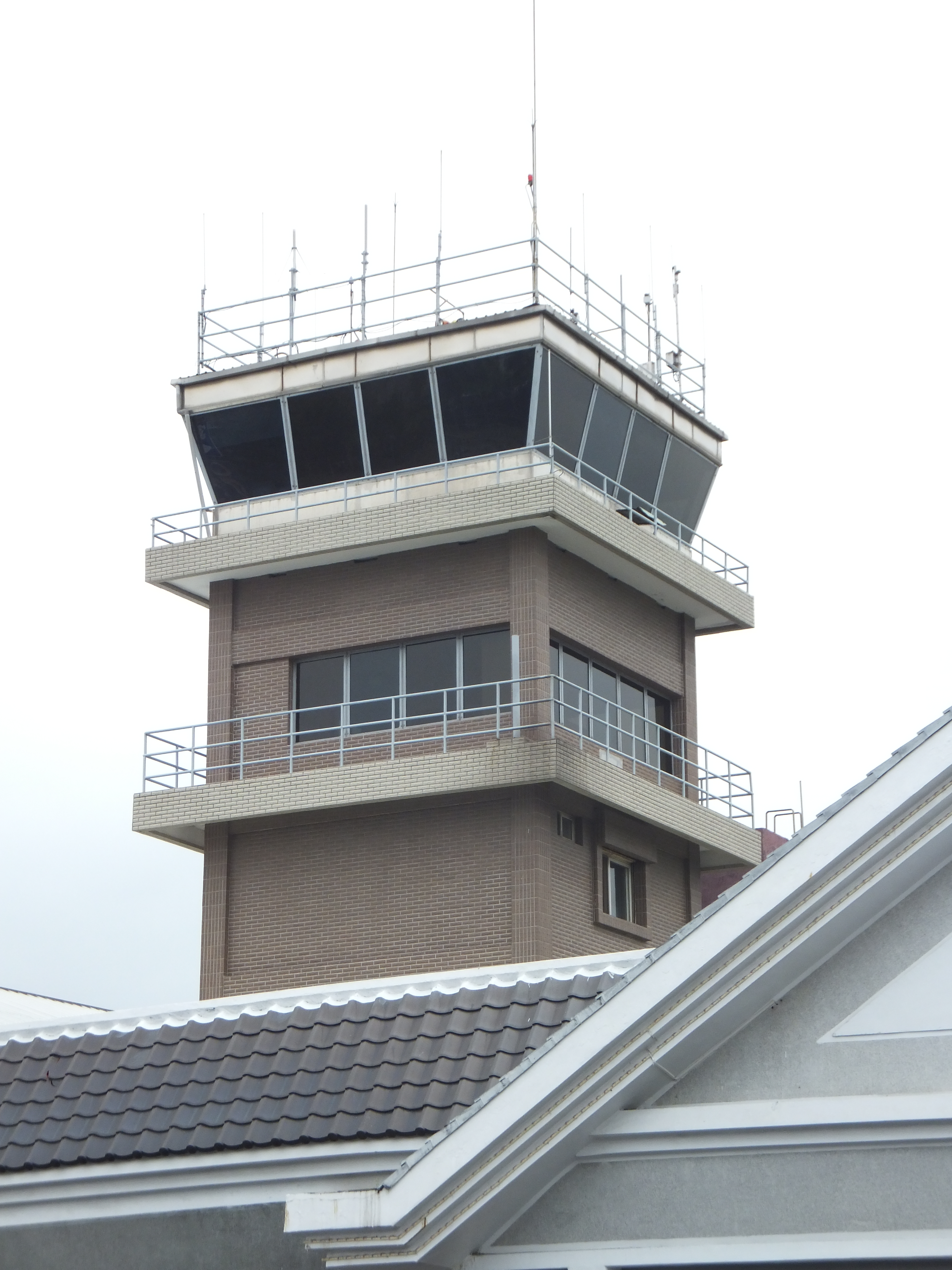
Taitung Airport air traffic control tower
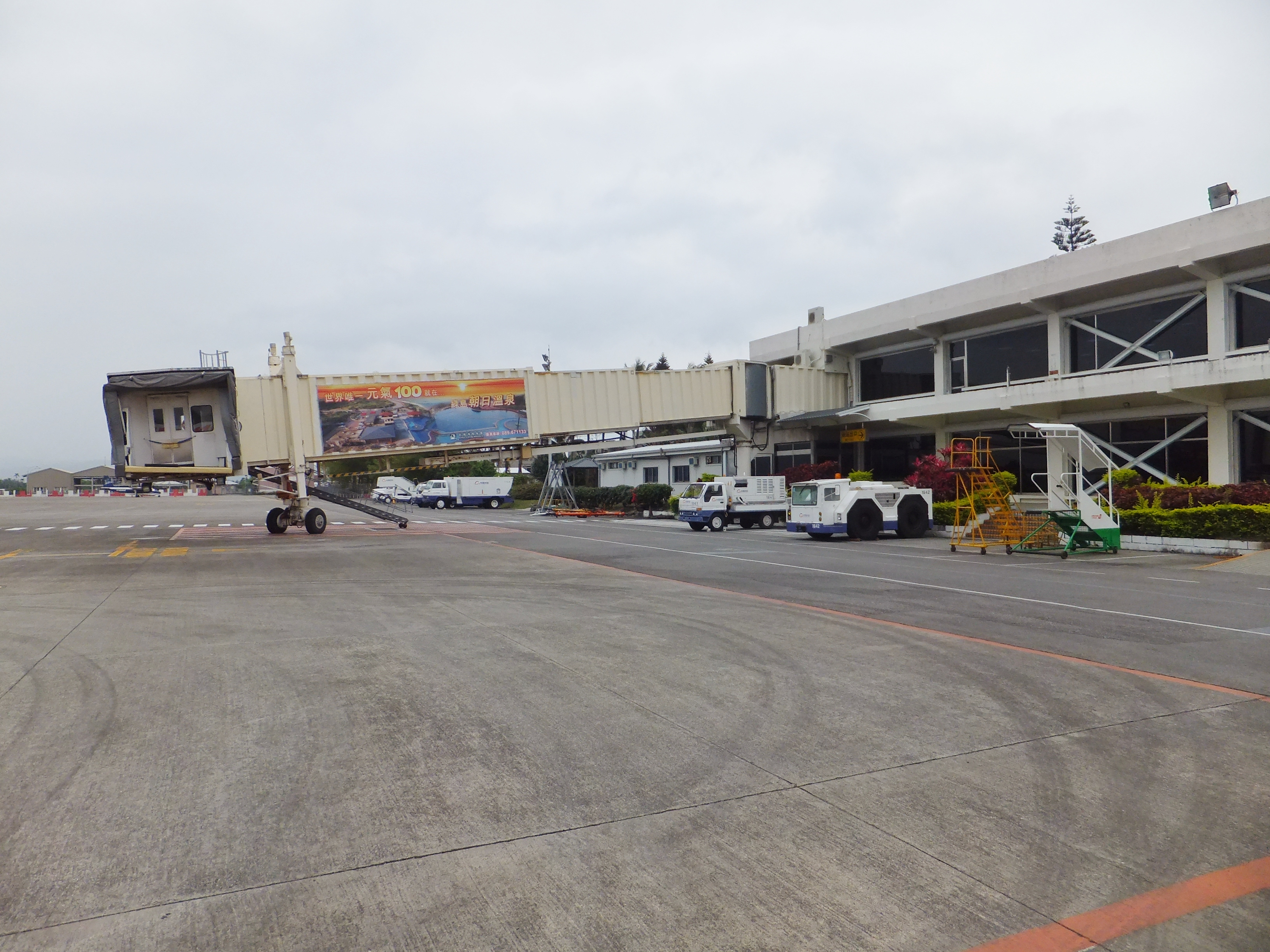
Taitung Airport runway